# ۸۸۲ (خورشیدی)
۸۸۲ هشتصد و هشتاد و دومین سال هجری خورشیدی است.